# Acacia microcephala
Acacia microcephala é uma espécie de leguminosa do gênero Acacia, pertencente à família Fabaceae.